# Competenza
Competenza è un termine utilizzato nel campo di diverse discipline e contesti (biologia, psicologia, diritto, linguistica, pedagogia, tecnica).   (Conoscenze + Abilità) 
Le differenze di significato del concetto dipendono anche dal contesto e dalla cultura alla quale il termine si riferisce: vi è per esempio una specifica differenza della nozione di competenza nella cultura anglosassone o in quella francofona. 
Per questo motivo una definizione univoca del concetto di competenza si può dare ricorrendo a una forma la più generica possibile per cui la competenza è un'abilità acquisita e consolidata, versatile e applicabile in contesti tra loro similari, da chi ha conseguito l'«idoneità e autorità di trattare, giudicare, risolvere determinate questioni.»

## Etimologia
Il termine "Competenza" deriva dal verbo latino competere (da cum e petere: "chiedere, dirigersi a") che significa: andare insieme, far convergere in un medesimo punto, ossia mirare ad un obiettivo comune, nonché finire insieme, incontrarsi, corrispondere, coincidere e gareggiare. Qualsiasi percorso si scelga nella vita la competizione è inevitabile, poiché solo attraverso di essa si selezionano i migliori; occorre tuttavia rispettare le regole del gioco, dettate da migliaia di anni di civiltà e dalla politica.
Il significato dell'aggettivo competente, riferito a colui che ha autorità in un certo ambito, deriva dal diritto romano (dal latino competens –entis) e lo ritroviamo ancora oggi nel diritto e sta a indicare la qualità di un individuo che è responsabile, autorizzato, qualificato e quindi abilitato. 
Inoltre, etimologicamente, competente significa essere conveniente, congruo e appropriato. 
Competente è dunque chi agisce in maniera volutamente responsabile, secondo criteri relativi (quindi adattabili alle illimitate esigenze) e variabili, nonché socialmente e politicamente riconosciuti sia in termini di una prestazione tecnicamente valida che eticamente corretta e coerente con i valori di un gruppo (professionale).

## Definizioni
Come detto, non è possibile essere esaustivi rispetto alle diverse definizioni di questo termine (una ricerca del 2005 ne ha evidenziate almeno una trentina) ma, nell'ambito delle scienze della formazione o della gestione delle risorse umane è data grande importanza alla dimensione di contesto, ovvero al fatto che una competenza è tale se attivata in un contesto specifico. 
Guy Le Boterf,ritiene la competenza "Un insieme, riconosciuto e provato, delle rappresentazioni, conoscenze, capacità e comportamenti mobilizzati e combinati in maniera pertinente in un contesto dato"..
Rappresentazioni, conoscenze, capacità e comportamenti possono essere riassunti col termine risorse, portandoci ad affermare che la competenza è una qualità specifica del soggetto: quella di saper combinare diverse risorse, per gestire o affrontare in maniera efficace delle situazioni, in un contesto dato.
Rosario Drago (2000), d'altra parte, integra nella sua definizione una considerazione inerente alla percezione delle competenze: "La competenza è essenzialmente ciò che una persona dimostra di saper fare (anche intellettualmente) in modo efficace, in relazione ad un determinato obbiettivo, compito o attività in un determinato ambito disciplinare o professionale. Il risultato dimostrabile ed osservabile di questo comportamento competente è la prestazione o la performance"..
Al di là delle numerose definizioni presenti in letteratura è possibile fissare alcuni elementi condivisi e acquisiti nel dibattito:
- la natura dinamica e processuale della competenza poiché indica la "mobilizzazione" delle proprie risorse in rapporto ad un contesto;
- il significato meta-cognitivo poiché indica un agire combinatorio che converte elementi più semplici verso un livello di apprendimento e di funzionamento "superiore";
- il focus sul rapporto soggetto-contesto: ogni competenza è appresa e agita da un soggetto in un contesto;
- il suo ruolo crescente e centrale nei modelli e strumenti d'intervento nei sistemi organizzativi (gestione per competenze, organizzazione per competenze). Ciò indica che la competenza è un concetto di sintesi capace di dare una struttura significativa a fenomeni e categorie di natura diversa (comportamenti, motivazioni, tratti, abilità, ecc.);
- l'esistenza, all'interno dell'agire competente, di una componente tacita oltre che degli aspetti espliciti.

Particolarmente interessanti risultano le definizioni di competenza offerte dalle Raccomandazioni del Parlamento Europeo e del Consiglio dei 18 dicembre 2006 e del 23 aprile 2008. La Raccomandazione del 18 dicembre 2006 individua le "competenze chiave per la cittadinanza e l'apprendimento permanente" che i cittadini dovrebbero acquisire al termine del periodo obbligatorio di istruzione e che serviranno come base per l'apprendimento lungo tutto l'arco della vita. Nella Raccomandazione del 2006, le competenze chiave sono definite come "combinazione di conoscenze, abilità e atteggiamenti appropriati al contesto". Le competenze chiave, inoltre, sono "quelle di cui tutti hanno bisogno per la realizzazione e lo sviluppo personali, la cittadinanza attiva, l'inclusione sociale e l'occupazione". Esse sono: 
1. Comunicazione nella madrelingua;
2. Comunicazione nelle lingue straniere;
3. Competenze in matematica e competenze di base in scienza e tecnologia;
4. Competenza digitale;
5. Imparare a imparare;
6. Competenze sociali e civiche;
7. Spirito d'iniziativa e imprenditorialità (o intraprendenza);
8. Consapevolezza ed espressione culturale.
La Raccomandazione del Parlamento Europeo e del Consiglio del 23 aprile 2008, presenta il Quadro Europeo delle Qualifiche e dei Titoli (European Qualification Framework - EQF), un sistema unitario di certificazione delle competenze dei cittadini, siano esse state acquisite in ambito formale, non formale o informale. Nella Raccomandazione, si precisa anche il significato dei termini "conoscenze", "abilità", "competenze", nel quadro europeo.
- «conoscenze»: risultato dell'assimilazione di informazioni attraverso l'apprendimento. Le conoscenze sono un insieme di fatti, principi, teorie e pratiche relative ad un settore di lavoro o di studio. Le conoscenze sono descritte come teoriche e/o pratiche;
- «abilità»: indicano le capacità di applicare conoscenze e di utilizzare know-how per portare a termine compiti e risolvere problemi. Le abilità sono descritte come cognitive (comprendenti l'uso del pensiero logico, intuitivo e creativo) o pratiche (comprendenti l'abilità manuale e l'uso di metodi, materiali, strumenti);
- «competenze»: comprovata capacità di utilizzare conoscenze, abilità e capacità personali, sociali e/o metodologiche, in situazioni di lavoro o di studio e nello sviluppo professionale e personale.

Le competenze sono descritte in termini di responsabilità e autonomia.

## Agire con competenza
Per avere successo in tutti gli ambiti della vita (privato, scolastico e in particolar modo professionale), non è sufficiente disporre di un elevato Quoziente Intellettivo o essere abili da un punto di vista professionale; occorre anche poter disporre di quella che Daniel Goleman chiama intelligenza emotiva. Quest'ultima, si fonda su due tipi di competenza, una personale - connessa al modo in cui controlliamo noi stessi - e una sociale, legata al modo in cui gestiamo le relazioni sociali con gli altri. Per esempio: "il fatto che io possieda una serie di conoscenze sulla tecnica automobilistica, che sappia riparare o diagnosticare un determinato componente, che abbia gli attrezzi adatti, che abbia una spiccata passione per la meccanica e per l'elettronica, non fa di me un meccanico appetibile sul mercato del lavoro."
Oggigiorno, oltre alle conoscenze tecniche specifiche del ramo, le aziende richiedono vieppiù competenze sociali (per es.: responsabilità, cooperazione, disponibilità,...), metodiche-riflessive (per es.: metodo di lavoro, capacità decisionali, flessibilità,...), personali (per es.: motivazione, consapevolezza, padronanza di sé, ...) e genericamente competenze trasversali. Essere competenti o agire con competenza, significa quindi essere in grado di far fronte a situazioni complesse, mobilitando e fondendo in maniera pertinente una grande quantità di risorse personali, sociali oltre che a risorse del tipo tecnico specialistiche.

## Categorizzare le competenze
Tenendo in considerazione i diversi autori che affrontano il concetto, così come le diverse prospettive linguistiche (cui integriamo anche quelle provenienti dalla lingua araba), e fondandosi altresì sul modello elaborato da Guy Le Boterf (concetto di competenza tripartita, 1990, 1998, 1999), possiamo categorizzare la nozione di competenza partendo dall'idea che essa debba necessariamente comprendere due componenti principali:
1) la disponibilità legata alla volontà e alla motivazione da parte di un individuo di combinare un insieme di risorse (in tedesco Teilkompetenzen) che possono comprendere variabilmente:
saperi, ossia i saperi nel senso di conoscenze dichiarative settoriali e disciplinari, in particolare nozioni e informazioni in corrispondenza al termine francese savoir, ai termini inglesi di know that e know why, al termine tedesco Fachkompetenz Sempre facendo riferimento alla cultura araba, le conoscenze possono essere così descritte: "consapevolezza e la comprensione dei fatti; informazioni che si acquisiscono con l'esperienza oppure attraverso l'auto-riflessione o ancora facendo riferimento alle esperienze degli altri e/o leggendo le loro conclusioni".
- "saper fare", ossia le capacità o le abilità nel senso soprattutto di metodi lavorativi e di conoscenze procedurali corrispondenti al termine francese di savoir faire, all'inglese know how, al tedesco Methodenkompetenz e all'arabo الاداء e comprendenti schemi d'azione in forme complesse, capacità cognitive e metacognitive generali (percettive, intuitive, riflessive, analitiche, narrative, di controllo, …), capacità di apprendimento e di elaborazione dell'informazione nonché di ragionamento, capacità di comunicazione e di azione sociale, di decisione e di valutazione, capacità di far capo a risorse presenti e utilizzare risorse disponibili. Nella lingua araba saper fare è una forma di comportamento osservabile e misurabile che permette di adempiere a compiti con alta precisione.

- "saper essere", ossia gli atteggiamenti inerenti all'identità personale, sociale e intellettuale strettamente legati a valori dal francese savor être, dal tedesco Sozial- e Selbstkompetenz e dall'arabo السلوك.  Ovvero agire in conformità con vari metodi in diverse situazioni e comprende diverse attività dell'essere umano. Questo considerando che il comportamento umano deriva dai concetti detenuti da esseri umani dell'universo e della vita umana, ed è legato alla visione della vita.

2) la capacità di far ricorso, utilizzare e mobilizzare, combinare attivamente e creativamente le risorse disponibili (conoscenze, capacità e attitudini) in maniera funzionale in contesti e situazioni nella realtà quotidiana, ossia per padroneggiare casi o situazioni problematiche (X. Roegiers, citato da A. Foglia in AA-082-04 Individuare competenze apprendibili di diritto ed economia, IUFFP, Lugano, 2008). Infatti la competenza si manifesta sempre in situazione, attraverso delle prestazioni o dei prodotti (dal latino merces che significa "onorario per una prestazione professionale").
Le competenze non corrispondono quindi a una semplice sommatoria di conoscenze, capacità o atteggiamenti, ma all'integrazione complessa di queste componenti che permette alla persona o all'individuo di svolgere compiti, affrontare situazioni problematiche, prendere decisioni e valutare il proprio agire (autovalutazione).
La possibilità di agire in modo competente è subordinata a fattori quali la memoria, l'attenzione, la situazione, …. Inoltre le competenze sono variabili nel tempo e da individuo a individuo: infatti persone diverse non utilizzano necessariamente le stesse risorse o combinazione di esse per affrontare con successo la stessa situazione problematica.
Secondo la visione tedesca che è presente e prevale nei vari documenti ufficiali della Confederazione Elvetica nonché nelle ordinanze per la formazione professionale di base, gli obiettivi di formazione o di apprendimento sono declinati sotto forma di competenze di varia natura: abbiamo le competenze professionali (intese come capacità di applicare le conoscenze o i saperi specifici ad una data professione), le competenze metodologiche (sapersi organizzare, consapevolezza) e infine le competenze sociali e personali (per esempio lavoro di squadra, quindi di relazione con colleghi e atteggiamenti di fronte p.es. a un cliente). Generalmente la struttura e le voci delle ordinanze di tutte le professioni sono uguali.

## Gestione delle competenze in azienda
Ogni azienda, ogni impresa o organizzazione tiene particolarmente in considerazione la gestione delle competenze dei propri collaboratori e collaboratrici. Pur con linguaggi e organizzazioni diverse, spesso tra una azienda e l'altra gli elementi considerati prioritari all'agire competente sono simili. 
Anche negli ambiti aziendali esistono due categorie principali di competenze: le Hard Skills, ovvero le competenze tecniche e tipicamente legate al "saper fare"; e le Soft Skills, accostabili al concetto del "saper essere". 
Ad esempio una modalità di gestire le competenze nelle aziende del ramo automobilistico attive in Svizzera mostra come in queste imprese, oltre alle competenze tecnico specialistiche vengono pure richieste quelle metodico-riflessive, sociali e personali.

## Valutazione e bilancio delle competenze
Questa citazione lascia presupporre che l'identificazione e la valutazione delle competenze siano operazioni complesse. Infatti per individuare se una persona è competente possiamo focalizzarci su due aspetti diversi:
- esaminare se l'individuo ha le caratteristiche personali da cui dipende una prestazione professionale di buon livello (risorse personali);
- osservare l'individuo mentre svolge determinati compiti lavorativi e verificare se riesce a svolgerli secondo parametri-obiettivi ottimali predefiniti (prestazione).

Il metodo più semplice per identificare molte risorse utili all'agire competente (per esempio conoscenze e capacità tecniche) è l'analisi del percorso formativo e professionale. Per identificare le capacità trasversali si fa riferimento invece alla descrizione da parte dell'individuo di episodi lavorativi o di vita.
In generale si valuta per: 
- formare;
- rendere consapevoli i discenti del proprio livello di competenza permettendo loro di svilupparla;
- certificare e dare una qualifica;
- selezionare in vista di un obiettivo.

Se in generale "L'atto valutativo può essenzialmente definirsi come una assegnazione di senso-valore ad un determinato evento o processo" quando si vogliono valutare le competenze, occorre rifarsi a situazioni complesse reali in cui si attivano le diverse capacità e risorse necessarie per raggiungere un obiettivo.
È pertanto necessario elaborare strumenti di valutazione multi-prospettici che tengano conto dei vari elementi su cui si fonda la competenza.
Come segnalato nella citazione iniziale, di fatto una competenza non è misurabile, ma può essere "riconosciuta" prendendo in considerazione tutta una serie di tracce che manifestano la presenza delle risorse attivare per l'agire competente. La valutazione delle competenze è allora un'operazione che coniuga contemporaneamente capacità di analisi e di sintesi da parte di chi osserva, come ad esempio quando riconosciamo una fisionomia: attraverso l'analisi e la contemporanea sintesi di una serie di elementi somatici riusciamo a identificare un soggetto come conosciuto o non conosciuto. Allo stesso modo, quando vogliamo dettagliare gli elementi (le risorse) che concorrono in una competenza, di fatto facciamo un'operazione di rilevamento di "tracce", di elementi che ci segnalano la presenza o meno di talune conoscenze, abilità metodologiche o caratteristiche personali.
La valutazione delle competenze necessita inoltre di un'attività di riflessione-autoriflessione e analisi del processo messo in atto per la ricerca di "tracce" del percorso effettuato, che narrano l'evolversi ed il divenire della competenza stessa.
Considerando, con Guy le Boterf, che la competenza si fonda su tre assi di azione: 
a) quello delle risorse (posso agire) 
b) quello della riflessività (voglio agire-fare) e 
c) quello delle prestazioni (so agire).
Per ognuno di questi assi è necessario individuare dei metodi e strumenti di valutazione specifici.
Gli studi nel 2017 di Javier Perez-Capdevila hanno avuto come scopo la valutazione delle competenze lavorative in ambito imprenditoriale e gli hanno consentito di creare un metodo di determinazione delle competenze lavorative e salariali, allo scopo di valutare eventuali perdite generate dalla mancanza di competenze.